# Здемирово
Здеми́рово — село в Красносельском районе Костромской области России, входит в состав Подольского сельского поселения.

## География и климат
Село расположено в 37 километрах от Костромы, а также в 3 километрах от районного центра - села Красное - на - Волге. Климат - умеренно - континентальный.

## История
Здемирово принадлежало боярину Дмитрию Ивановичу Годунову. Когда Б. Ф. Годунов лишился власти, то село с деревнями было отобрано у Годуновых, а затем передано в Большой Дворцовый приказ.
В 1661 году из села Здемирово и из села Сунгорова на работы в Москву были взяти крестьяне — плотники. Они стали работать в Измайлово, но долго там не проработали, так как вскоре разбежались оттуда. Для их поимки по приказы царя Алексея Михайловича из Москвы был послан стольник Ловчиков.
В 1829 году на деньги московского купца Ивана Емельянова, а также на пожертвования прихожан была построена каменная церковь Ильи Пророка.
В 1850 году Здемирово с деревнями принадлежало князю Г. П. Трубецкому — двоюродному брату декабриста С. П. Трубецкого.

## Население
| 2008 | 2010 | 2014 |
| ---- | ---- | ---- |
| 664  | ↗682 | ↗695 |

## Святыня
Главная святыня села — это Казанская икона Божьей Матери, которая расположена в иконостасе зимней церкви. На сегодняшний момент икона похищена из храма. В храме есть чтимый образ "Неупиваемая чаша" от которого многие страждущие получали исцеление.

## Церковь
Главной достопримечательностью села является церковь Ильи Пророка. Этот храм был построен на деньги И.Емельянова — купца из Москвы, а также на средства прихожан в 1829 году. В советское время не закрывался, но сильно обветшал, ввиду отсутствия (до 1982 г.) постоянного священника; в наше время восстановлен. Колокольня обрела колокола, в 2006 году проведен наружный ремонт. Ведутся восстановительные работы внутри храма.

## Виды села
- Здемирово
- Вид на церковь Ильи Пророка со стороны главной площади села
- Колокольня храма

## В селе в разное время родились и проживали
- Валерий Михайлович Сыров — российский и украинский художник, член СХ СССР, Национального союза художников Украины с 1988 г.

Родился 22 декабря 1948 г. в селе Здемирово Костромской области, близ знаменитого села Красное-на-Волге, центра ювелирной промышленности России, в семье потомственных ювелиров.
- Ефим Васильевич Честняков - (Евфи́мий Само́йлов) (1874, д. Шаблово Кологривского уезда Костромской губернии — 1961, д. Шаблово Кологривского района Костромской области) — русский художник (портреты и сказочные сюжеты в русле псевдонаивного искусства), писатель (сказки, сказания, роман в стихах, стихи, размышления), скульптор (мелкая глиняная пластика), создатель детского театра в Шаблово. Пик творчества пришёлся на первую четверть XX века. В период с 1894 по 1895 год — работает народным учителем в селе Здемирово Костромского уезда Костромской губернии.